# Techo solar

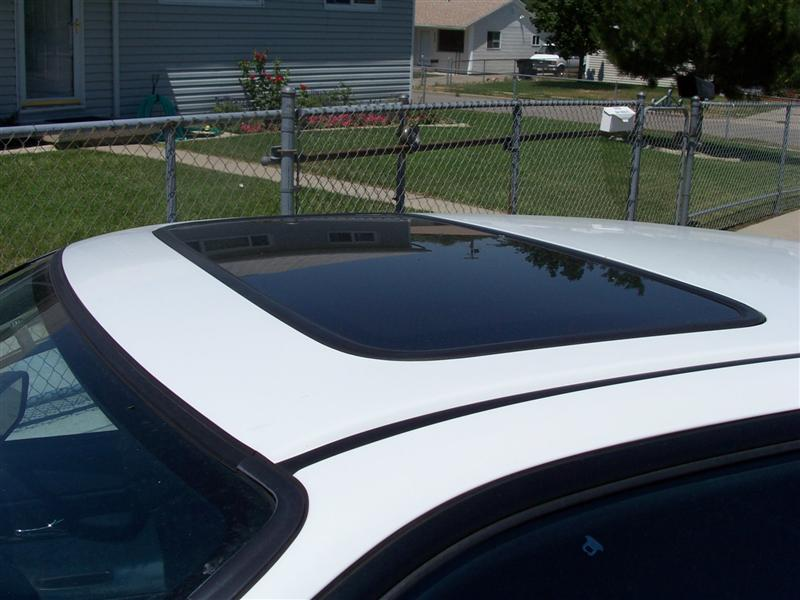
Un techo solar de vidrio deslizable en un Acura Integra.

Un techo solar, tragaluz de auto o quemacocos para automóvil es una abertura fija u operable (que se abre como una ventana o se desliza) en el techo del automóvil, la cual permite que la luz o el aire fresco ingrese al compartimento de pasajeros y que el ruido procedente del exterior sea inferior al que penetraría en el coche si se abrieran las ventanillas laterales. Pueden ser operados manualmente o por un motor, y están disponibles en muchas formas, tamaños y estilos.
Está formado por los siguientes elementos: el techo solar en sí, tornillos fijadores, junta de estanqueidad, marco exterior e interior, marco de acabado y plantillas.